# Пегниц (река)
Пегниц (нем. Pegnitz) — река в Германии. Протекает по Франконии (земля Бавария). Правый приток Регница. Речной индекс 2422. Площадь бассейна составляет 1230,32 м². Длина реки 112,8 км.
Левые притоки Пегница — Гольдбах, Рётенбах, Сандбах, Хаммербах, Хаппургер-Бах, Хёгенбах, Хиршбах, Флембах, Фихтенохе, правые притоки — Тифграбен, Лангвассерграбен, Биттербах, Шнайттах, Зиттенбах.
По названию реки названо нюрнбергское литературное общество XVIII века Пегницкий Блюменорден.

## Исток и течение

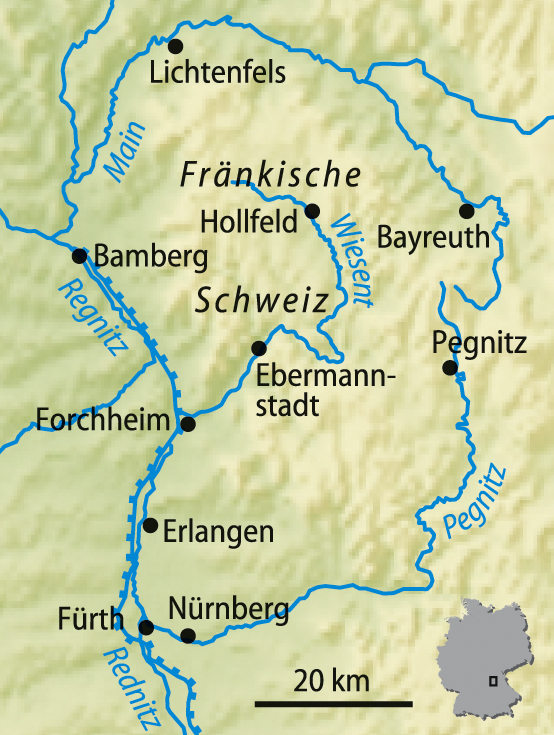

Исток Пегница находится в городе Пегниц на горе Шлоссберг (Schloßberg). Пегниц питается водой из карстовой пещеры, находящейся на высоте 426 метров над уровнем моря. Пегниц протекает через одноимённый город, после чего течёт дальше через Нойхаус-на-Пегнице, Франконскую Швейцарию, Нюрнберг в Фюрт, где сливается с Редницем, образуя Регниц. Высота устья 282 м

## Галерея

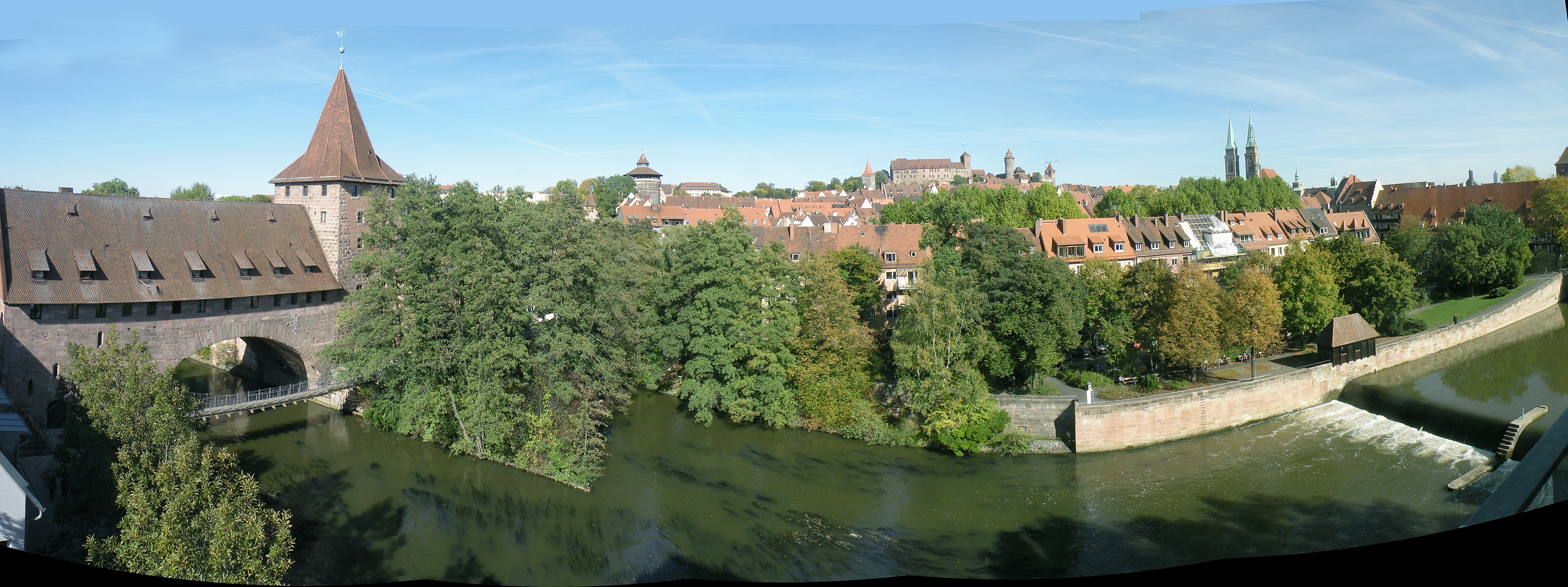
Нюрнберг. Слева — первый в Германии висячий мост. По центру — Бург. Справа — башни собора Св. Зебальда

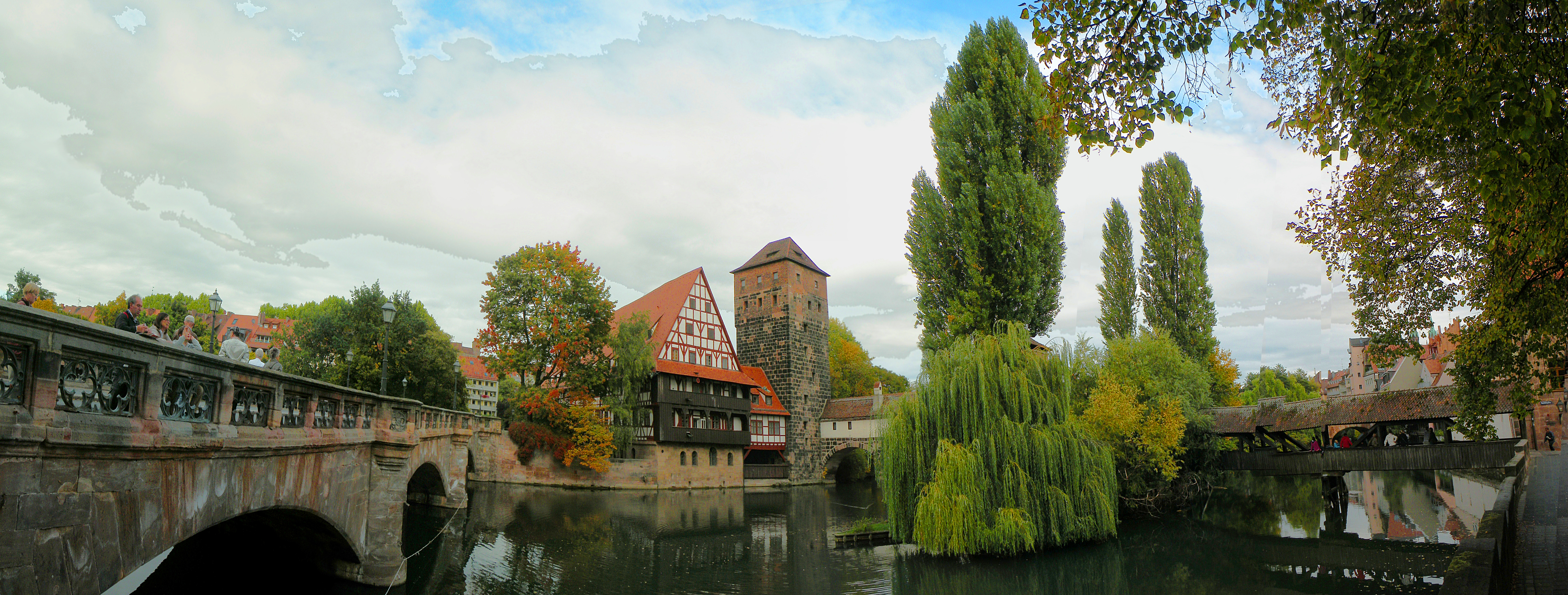
Нюрнберг. Слева — самый старый в городе мост. По центру — остров Шютт и Башня палача. Справа — пешеходный мост Хенкерштег — «Дорога к палачу»